# Kōichirō
Kōichirō (jap. こういちろう, コウイチロー) – męskie imię japońskie.

## Możliwa pisownia
Do zapisania „kō” używa się różnych znaków, o różnym znaczeniu (np. 光 „światło”, 晃 „olśniewający”, 弘 „rozległy”, 耕 „pielęgnować”). Znaki użyte do zapisania „ichirō” (一郎) znaczą „pierwszy, syn”. Mogą to być także samodzielne imiona.

## Znane osoby
- Kōichirō Genba (光一郎), japoński polityk
- Kōichirō Hoshino (倖一郎), japoński mangaka
- Kōichirō Matsuura (晃一郎), japoński dyplomata
- Kōichirō Mitani (浩一郎), japoński judoka
- Kōichirō Morioka (紘一朗), japoński lekkoatleta, chodziarz
- Kōichirō Tomita (弘一郎), japoński astronom
- Kōichirō Yasunaga (航一郎), japoński mangaka

## Fikcyjne postacie
- Kōichirō Endō (耕一郎) / Mega Czarny, główny bohater serialu tokusatsu Denji Sentai Megaranger